# Miomesina

Descripción gráfica del sarcómero y la línea M.

La miomesina es una proteína fibrilar citoesquelética que se encuentra en los sarcómeros de miocitos animales. Se dispone en la línea M a modo de puentes cortos transversales que unen un filamento de miosina II con seis adyacentes. Posee una masa molecular de 165kDa y representa un 2% del total de proteínas del sarcómero. Esta proteína viene codificada por el gen MYOM1. Aporta elasticidad al sarcómero ayudando a contraer y relajar el músculo.